# Frank Pakenham

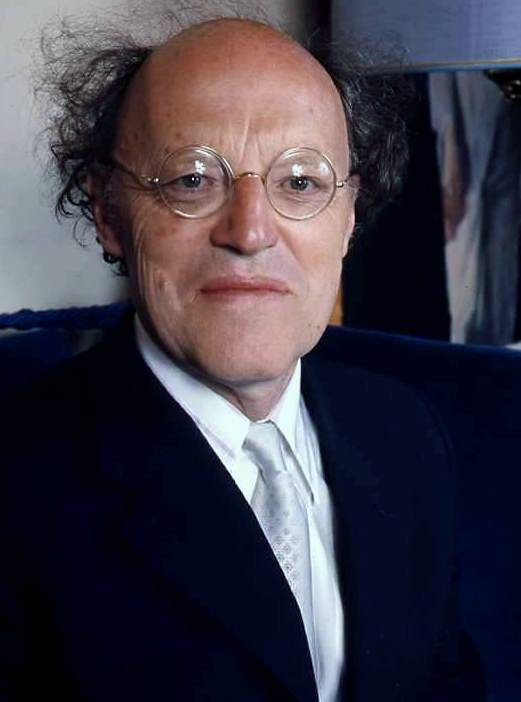
Frank Pakenham, 7e graaf van Longford

 Francis Aungier Pakenham, 7e graaf van Longford KG, PC (5 december 1905 – 3 augustus 2001), vooral bekend als lord Longford en daarvoor als lord Pakenham, was een Brits politicus en strafrechthervormer.

## Biografie
De Brits-Ierse aristocraat was de tweede zoon van de 5e graaf van Longford. Hij was scholier in Eton, studeerde in Oxford aan New College waar hij drie doctoraalexamens in Filosofie, politieke wetenschappen en economie met lof aflegde. Hij werd een "Don" oftewel docent aan Christ Church. Tijdens de Tweede Wereldoorlog werd hij, na door ziekte uit het leger ontslagen te zijn, politiek actief in de Labour Party. In 1940 werd de ooit streng unitarische Francis Aungier Pakenham katholiek. De Labourregering verleende hem in 1945 een erfelijke titel als baron Pakenham of "The Lord Pakenham". Hij was van 1945 tot 1961 politiek actief in het Britse Hogerhuis.
De excentrieke edelman keerde zich fel tegen prostitutie en pornografie. Hij speelde enerzijds een sleutelrol bij het opheffen van de strafbaarheid van homoseksualiteit, anderzijds was hij een verklaard tegenstander van homorechten en steunde hij de wetswijziging  Sectie 28, die aanmoediging en aanprijzing van homoseksualiteit door lage overheden verbood. Een enkele homoseksuele ervaring zou, zo stelde hij, een jongeman voor het leven homoseksueel maken.
Geen van deze campagnes had enig succes en een met veel publiciteit omgeven rondreis langs pornowinkels en seksclubs in heel West-Europa kreeg vooral negatieve commentaren.
Hij maakte politieke carrière, hij was achtereenvolgens Lord-in-Waiting oftewel whip, in het Nederlands lid van het parlement, verantwoordelijk voor de fractiediscipline, later kanselier van het hertogdom Lancaster oftewel minister zonder Portefeuille, staatssecretaris voor Verkeer en minister van Burgerluchtvaart, First Lord of the Admiralty oftewel minister van Marine, staatssecretaris van Koloniën, geheimzegelbewaarder of Lord Privy Seal, en van 1964 tot 1968 leider van het Hogerhuis onder de regering-Wilson.
Lord Longford werd omschreven als een vriendelijke maar excentrieke man met het kapsel van een krankzinnige geleerde uit een stripverhaal. Hij streed zijn leven lang voor hervorming van de Britse gevangenissen. Een opvallend project was zijn campagne om gratie voor de seriemoordenares Myra Hindley te verkrijgen.
In de jaren 80 richtte lord Longford weer zijn pijlen op de homoseksuele bevolking in Engeland. Hij was een van de voorvechters van Clause 28 in de Britse gemeentewet, die voorschreef dat op scholen niets positiefs over homoseksualiteit mocht worden onderwezen.
In 1971 was zijn broer opgevolgd als graaf van Longford in de Ierse adel, maar deze titel gaf geen recht op een zetel in het Britse Hogerhuis. In dat jaar nam koningin Elizabeth II hem op in de Orde van de Kousenband. In 1999 verloren alle erfelijke edellieden, en dus ook baron Pakenham, hun zetels bij de hervorming van het Hogerhuis. Lord Longfords, zoals iedereen hem nu noemde, werd nu verheven tot Baron Pakenham of Cowley, een "life peerage" waaraan hij het recht ontleende om ook verder in het Hogerhuis te zetelen.